# Grandval, Puy-de-Dôme

Grandval este o comună în departamentul Puy-de-Dôme, Franța. În 1 ianuarie 2022 avea o populație de 119 de locuitori.